# 慕尼黑交通及资费集团区域巴士运输

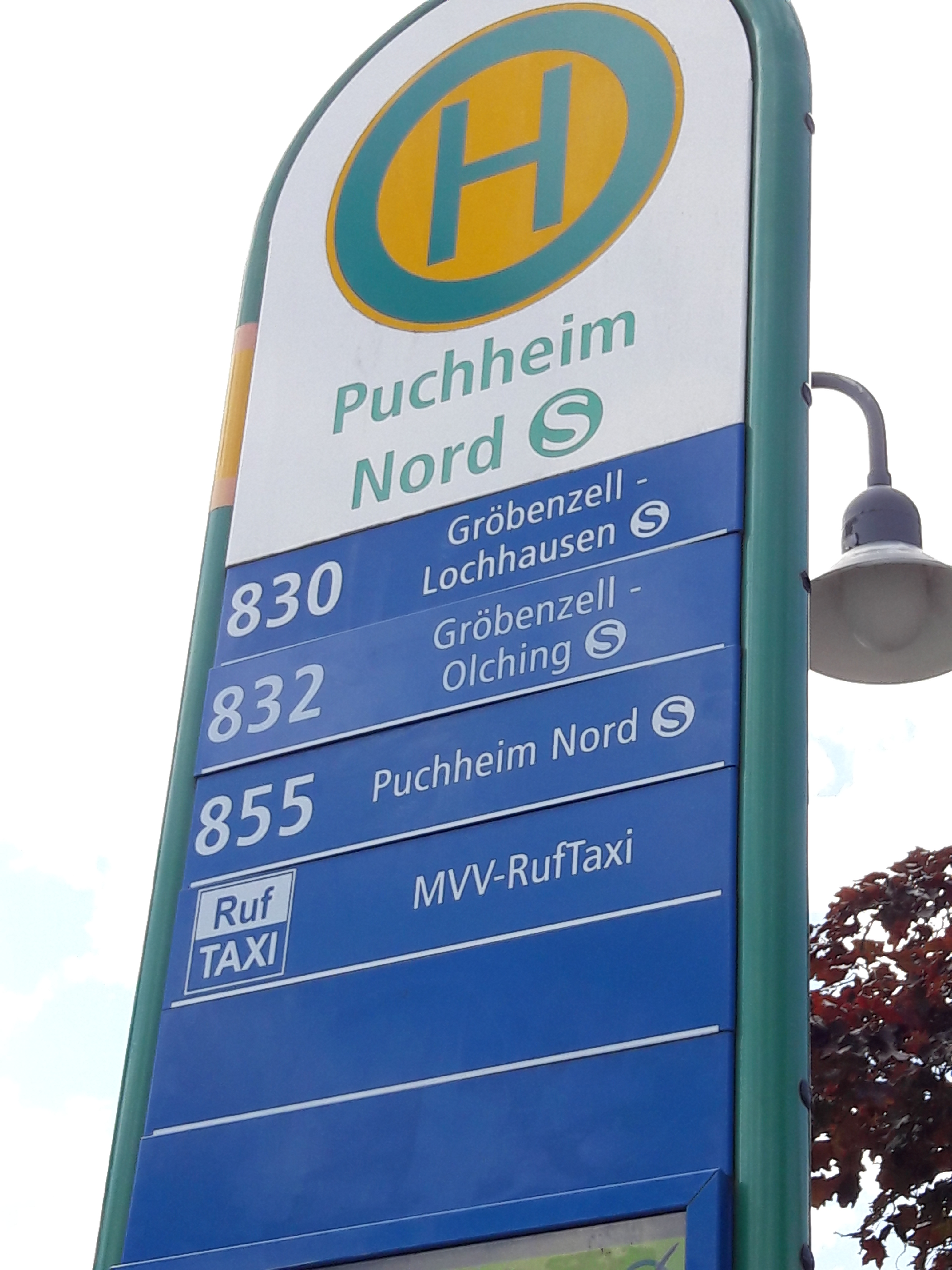
根据MVV质量标准设立的站牌

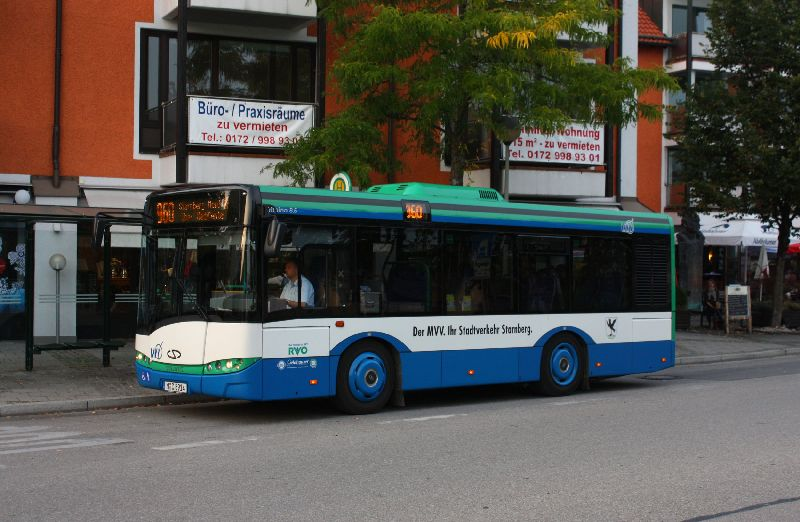
MVV的区域巴士

MVV联合县营区域巴士网络（德語：Regionalbusnetz der MVV-Verbundlandkreise）由慕尼黑交通及资费集团（简称MVV）组织。它拥有约4289公里的运营里程，开行有约700辆巴士。它将周边地区与巴伐利亚州府慕尼黑及当地公共短途客运联结在一起。

## 巴士网络
路线编号是根据开行路线的各行政县进行分配。每百位编号分配至以下各县：
- 200－299：慕尼黑县
- 300－399：巴特特尔茨-沃尔夫拉茨豪森县北部[2]
- 400－499：埃伯斯贝格县
- 500－599：埃尔丁县
- 600－699：弗赖辛县
- 700－799：达豪县
- 800－899：菲尔斯滕费尔德布鲁克
- 900－999：施塔恩贝格县

有五种不同类别的巴士路线：
- 区域巴士：巴士路线的常规类别，例如210线[4]
- 电召巴士：如同区域巴士，但部分站点仅在电召后才停靠，例如561线[5]
- 电召的士：按图运行，但完全只能通过电召预定。该服务通常用于深宵或周日停驶期的桥接。例如7270线[6]
- 高速巴士：如同区域巴士，但仅在特定的站点停靠[7]：仅X845线、X900线、X910线[8]
- 夜间巴士：如同区域巴士，但仅在深宵运行：仅N80线[9]、N81线[10]、N272线[11]。

## MVV政策

### MVV质量管理

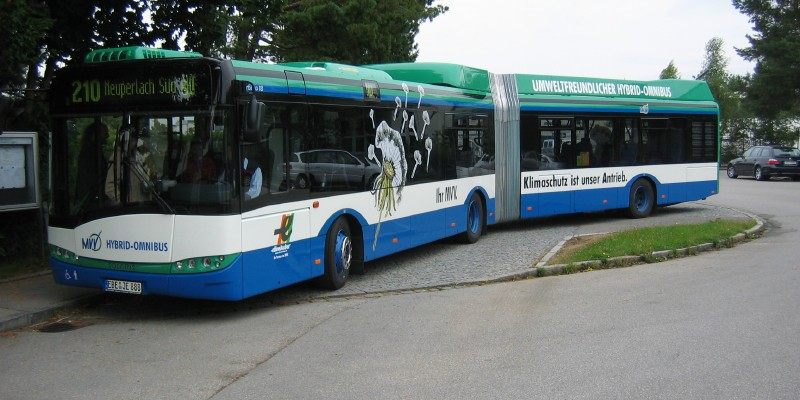
的

不同于MVG巴士的均匀蓝色，区域巴士自2002年起主要采用绿-白-蓝三色涂装，其中白-蓝色为巴伐利亚菱纹的颜色，绿色则代表该地区。巴士上的白色条纹通常会带有MVV的标语，这在每年都会发生变化。自2002年以来，慕尼黑交通及资费集团对新车招标设定所谓的质量规范，它不仅指定了车辆的喷漆，还对无障碍通行、轮椅泊位、空调、显示停站的TFT屏幕、自动报站以及几乎整个联合票务品种的销售都作出了规定。2007年，TFT屏幕新增了字幕跑馬燈，这是由巴伐利亚广播公司提供的数字广播。自2008年8月以来，已有多辆混合动力巴士逐步投入MVV区域巴士路线的运营。

### 规划
慕尼黑交通及资费集团代表各县联合负责制定区域巴士运输的时刻表，然后委托约40家区域和跨区运输企业实施。该委托是通过在全欧洲范围内的招标确定的。委托合同的签订主要是基于财务上的考量。

### 巴士网络用途
MVV区域巴士路线提供慕尼黑周边地区与快铁网络的广泛连接，以及个别快铁路线与联合县细分地点间的交互连接。部分也会被用于学校运输。此外，它也可以被用于特殊运行。

## 非集成和部分集成路线
除了MVV区域巴士线之外，各县还运行有其它路线，这些路线没有或仅部分集成至资费集团，并由执行运营商出售自己的车票或部分承认MVV的车票品种。它们包括：
- 部分集成：
  - 374号线：沃尔夫拉茨豪森－彭茨贝格在工作日每天开行5/6对（从沃尔夫拉茨豪森至夸茨比希尔/施魏格间可以使用MVV车票）[14]
  - RVO-9403号线：维斯－温克尔－耶滕斯特滕－莫森－陶夫基兴－多尔芬在工作日每天开行10对（从维斯至温克尔以及从耶滕斯特滕至多尔芬间可以使用MVV车票）[15]
  - RVO-9410号线：慕尼黑马克斯·韦伯广场－上巴伐利亚哈格－因河畔加尔斯在工作日每天开行12对（从慕尼黑至霍恩林登比尔卡赫间可以使用MVV车票）[16]
  - RVO-9421号线：格拉芬车站－埃伯斯贝格－施泰因赫灵－普法芬－因河畔瓦瑟堡在工作日每天开行15对（从旮旯分车站至图尔灵间可以使用MVV车票）[17]
  - RVO-9581/9582号线：巴特艾布灵－大助村－艾英在工作日每天开行8对（从艾英至大助村间可使用MVV车票）[18]

- 非集成：
  - 达豪的集中电召的士[19]
  - AO线 “汉莎航空慕尼黑快巴”：慕尼黑火车总站－慕尼黑机场间以15分钟一班开行（白天）[20]
  - 比贝格市民巴士[21]
  - 可预约[22]：“派对巴士”：慕尼黑室内剧院－格拉芬在周五、周六及公众假期前夜各开行1对[23]
  - 格林瓦尔德路线的士[24]
  - ML （页面存档备份，存于）-X400号线（帕德斯多夫快线）：慕尼黑展览城东－帕德斯多夫按钟面时刻开行[25]
  - RVO-9551号线：慕尼黑火车总站－泰根塞每天开行2至3对[26]
  - RVO-9600号线：图青－魏尔海姆每天开行多对[26]
  - RVO-9614号线：图青－塞斯豪普特－彭茨贝格每天开行多对[26]
  - RVO-9653号线：黑尔兴－魏尔海姆每天开行多对[26]
  - 乌尔舍快线18号线[27]：因河畔罗特－阿斯灵－格拉芬

- 前非集成路线：
  - 下弗灵的伊萨尔河洼地巴士[28][29]
  - 弗赖辛的集中电召的士[30]，自2018年12月起集成入MVV资费[31]